# Pierre-Louis Prieur
Pour les articles homonymes, voir Prieur (homonymie).
Pierre-Louis Prieur, dit Prieur de la Marne, né le 1er août 1756 à Sommesous (Marne) et mort le 30 mai 1827 rue de Namur, à Bruxelles, était un avocat et un homme politique français. Membre de l'Assemblée constituante de 1789, puis député de la Marne à la Convention nationale, il fut l'un de ses principaux représentants en mission et membre du Comité de salut public. Il était surnommé « Crieur de la Marne » à cause de son éloquence,. De même, à l'Assemblée constituante, on disait d'une personne qu'elle était « probe comme Prieur » pour signifier qu'elle était désintéressée.

## Biographie

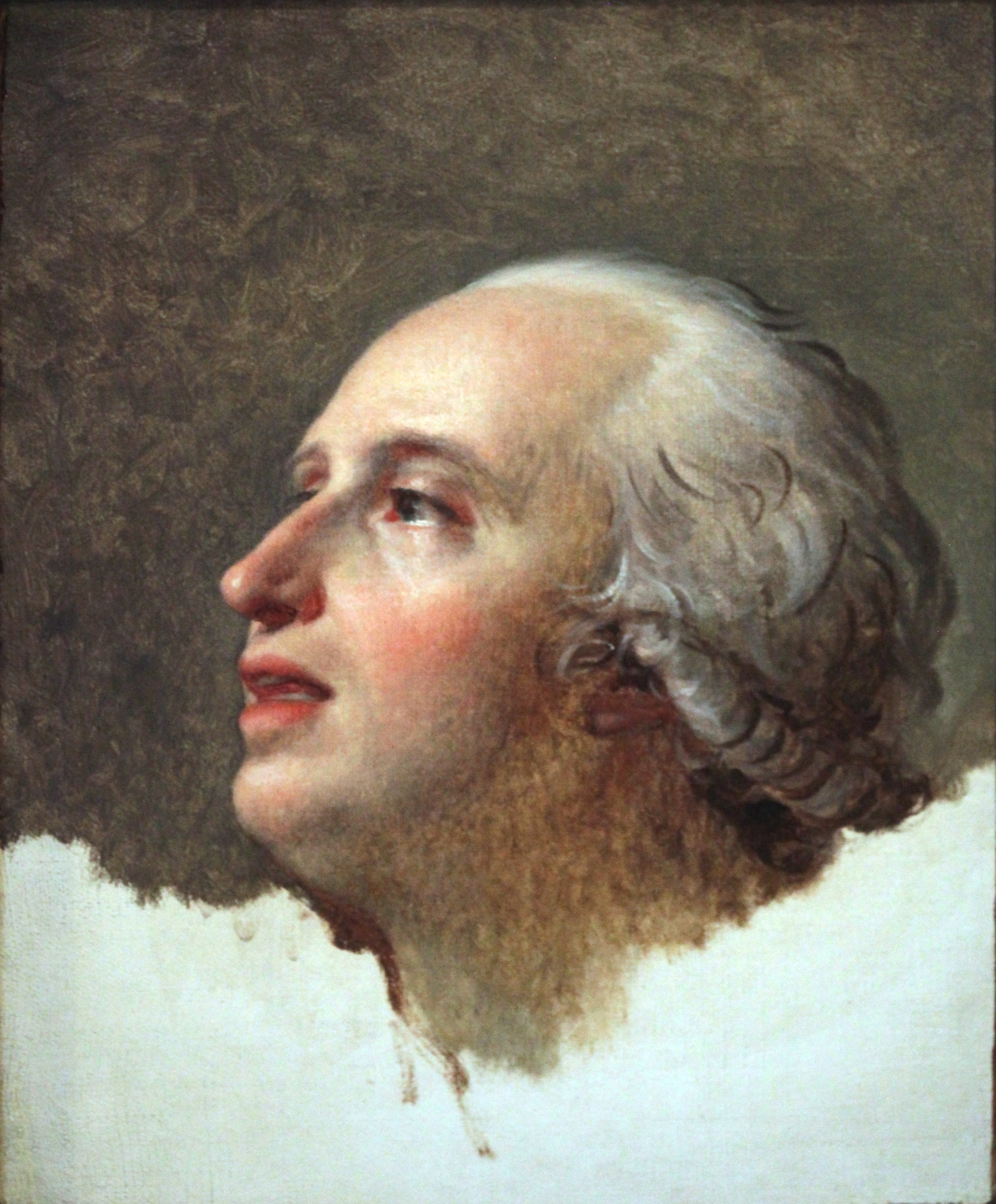
Portrait de Pierre-Louis Prieur dit Prieur de la Marne, huile sur toile de Jacques-Louis David, musée de la Révolution française, vers 1791.

Fils de Louis-Joseph Prieur, greffier et procureur fiscal de la justice, et de Marie Reine Hémard (morte en 1761), frère de Louis Basile (né à Sommesous le 26 août 1760),, Prieur suit les cours du collège de Châlons-en-Champagne, avant d'étudier le droit à Reims (octobre 1772-juillet 1775), puis en 1781. Il y loge chez l'ancien boulanger Fouet. Le fils de ce dernier, François Joseph, également étudiant en droit à Reims, épouse sa sœur aînée, Marie Reine (1753-1790), avec laquelle il a un fils, Louis Joseph, le 5 décembre 1786, qui sera plus tard adjoint titulaire aux commissaires ordonnateurs des guerres. Reçu lui-même avocat en parlement à Châlons, Prieur y devient membre de la loge « Saint-Louis de la bienfaisance » et administrateur du collège de Châlons.
Le 24 mars 1789, il est élu député du tiers état par ce bailliage aux États Généraux, premier sur deux, avec 257 voix sur 323 votants au troisième tour,. À l'Assemblée constituante, il n'intervient guère dans les débats entre mai et août 1789, mais défend à la fin de l'année des positions avancées et se spécialise dans les questions financières. Élu secrétaire de l'assemblée, il fait également partie des comités de mendicité (21 octobre 1790) et des monnaies (1er août 1791).

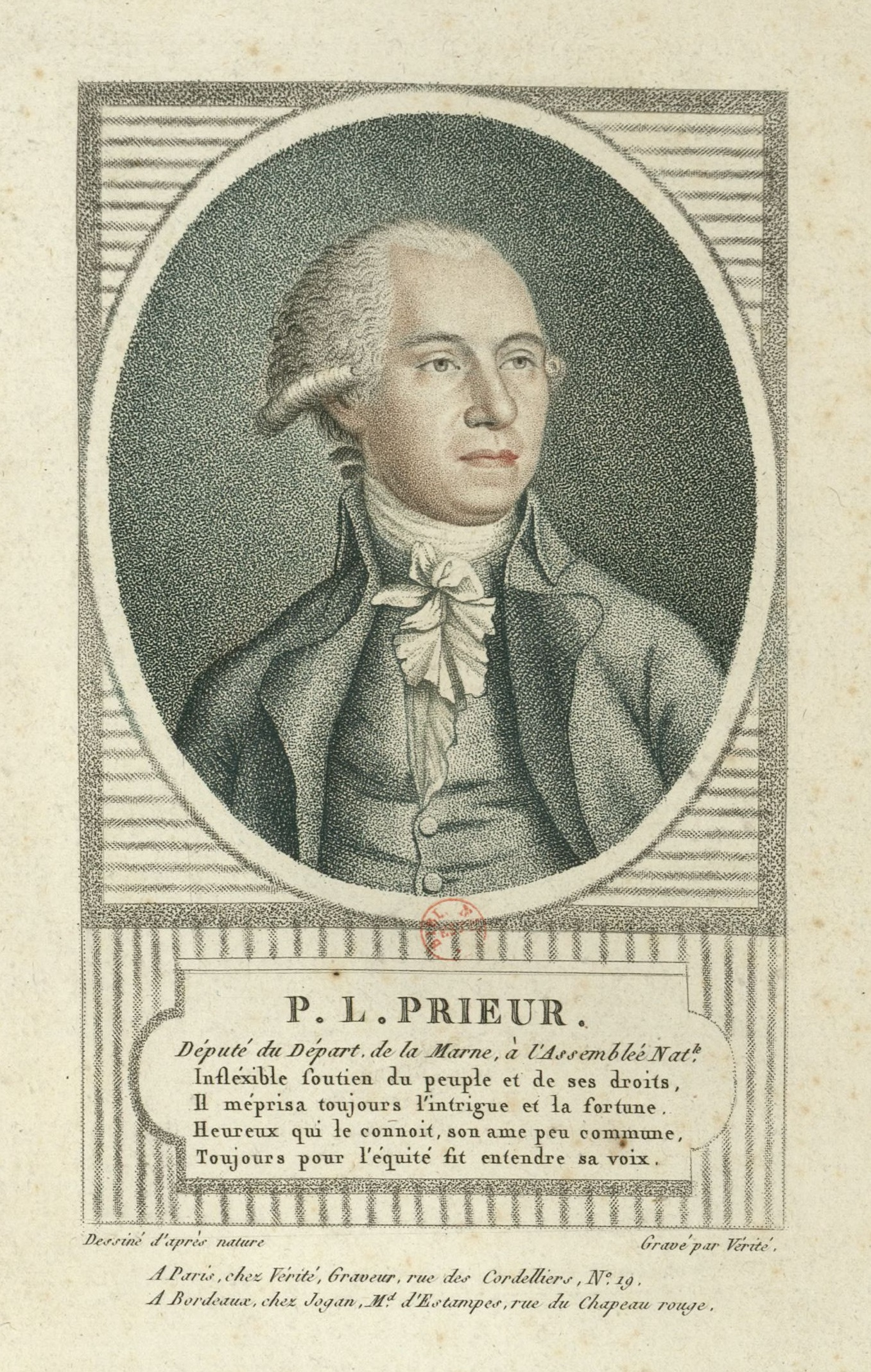
Pierre Louis Prieur de la Marne,
Paris, BnF, département des estampes et de la photographie, 1790.

Il prend une part active dans les discussions sur l'organisation judiciaire, propose des mesures de rigueur contre les émigrés (29 mai et 9 juillet 1791), réclame la destruction des monuments rappelant l'Ancien Régime, s'oppose à toute condition pécuniaire pour l'éligibilité des représentants, défend les sociétés populaires, le rattachement d'Avignon à la France ou le droit des pauvres de ramasser le bois mort dans les forêts, ainsi qu'une amélioration du traitement des religieux septuagénaires ou infirmes. Il se range ainsi dans le petit groupe de députés autour de Robespierre dès début 1791.
Au moment de la fuite du roi, il obtient que le nom du monarque soit supprimé de la formule du serment à la constitution et demande la mise en jugement du comte de Provence. De même, il s'oppose au principe de l'inviolabilité du roi dans la constitution. Après ces événements, il est l'un des quinze commissaires envoyés aux frontières, devant se rendre avec Sinéty et Ramel-Nogaret dans le Finistère,. Leur mission est cependant suspendue avant leur départ. Du 29 mai au 29 juin 1791, il préside le club des Jacobins,,. Il passe ensuite brièvement aux Feuillants avant de revenir aux Jacobins le 26 août 1791.
Après la fin de la session, il est élu, le 8 septembre 1791, administrateur du département de la Marne puis, le 13 décembre, membre du directoire et substitut du procureur général syndic de la Marne. Il est également choisi comme accusateur public de Versailles (Seine-et-Oise) et vice-président du tribunal criminel de Paris le 11 novembre par 201 voix sur 350 votants, mais donne sa démission le 14 décembre,.
Le 3 septembre 1792, il est élu, le premier sur dix avec 386 voix sur 442 votants, député de la Marne à la Convention. Envoyé en mission avec le girondin Carra et le député de la Plaine Sillery dès le 24 septembre à Châlons pour accélérer la mobilisation et l'organisation de l'armée, il se rend ensuite à Verdun pour y enquêter sur la capitulation de la place, quelques jours plus tôt,. Au cours de cette mission, il rend visite, le 29 octobre 1792, à la loge maçonnique « La Triple Union » à Reims.
De retour à Paris, il se rapproche peu à peu de la Montagne, votant contre l'appel au peuple, pour la mort et contre le sursis dans le procès de Louis XVI et demandant le 8 février 1793 « qu'un voile fût jeté » sur les massacres de Septembre, qu'il regrette, mais dont il juge impolitique de rechercher les auteurs, avant d'intervenir dans les débats sur l'organisation du tribunal révolutionnaire, dans lesquels il défend, contre Guadet et Buzot, la disposition suivant laquelle les jurés sont tenus de voter à voix haute. Élu membre du comité de défense générale le 26 mars suivant, il n'y siège guère, étant envoyé en mission à Orléans avec Bourbotte et Julien de Toulouse par décret du 18 mars 1793, avec la charge de remonter l'esprit public dans cette commune déclarée en état de rébellion après un attentat contre le député Léonard Bourdon. Prieur est nommé pour remplacer Matthieu le 28 mars et arrive à Orléans au plus tard le 31 mars. Il est rappelé par décret le 30 avril et de retour dans la capitale le 4 mai. Puis, conformément au décret du 30 avril, il part avec Laurent Lecointre et Gilbert Romme (rejoints le 25 mai par Prieur de la Côte-d'Or) à l'armée des côtes de Cherbourg pour organiser cette armée et veiller plus généralement à la défense des côtes normandes. Ils se répartissent en deux équipes le 4 juin, Prieur de la Marne et Lecointre se rendant dans la Manche. Ils y sont lorsque éclatent les révoltes fédéralistes et finissent par être expulsés de ce département, d'où ils se rendent à Rouen. Ils sont chargés de la répression de la révolte dans l'Eure et au Calvados par décret du 3 juillet, mais Prieur part pour Paris le 5 juillet pour solliciter des subsistances pour la Seine-Inférieure.
Élu le 10 juillet au Comité de salut public, Prieur est officiellement rappelé par décret du 12 juillet. Même après son élection, il passe l'essentiel de son temps en mission. Moins d'un mois après, il est envoyé par décret du 1er août aux armées du Nord, des Ardennes, de la Moselle et du Rhin avec Jeanbon Saint-André et Philippe Le Bas (celui-ci ne participe cependant pas à la mission, ayant reçu une autre destination le lendemain).
De retour le 23 août, il est nommé à Brest avec Jeanbon Saint-André par arrêtés du Comité de salut public des 22 et 30 septembre et décret du 4 octobre pour réorganiser la marine. Partis de Paris dès le 1er octobre, ils arrivent à Brest le 7. Suivant une rumeur d'un nouveau soulèvement dans le Morbihan, les représentants sur place décide du départ de Prieur pour Vannes, où il arrive le 1er brumaire. Trouvant tout tranquille, il y procède à l'épuration des administrations fédéralistes et veille au recrutement, avant de partir à la sollicitation de ses collègues pour l'armée de l'Ouest. Cette nouvelle mission est confirmée par lettre du Comité de salut public du 25 brumaire an II (15 novembre 1793). Arrivé à Rennes le 27 brumaire (17 novembre), il suit l'armée, le plus souvent accompagné de ses collègues Bourbotte et Turreau, jusqu'à la reprise de Noirmoutier le 14 nivôse an II (3 janvier 1794).
Pendant la guerre de Vendée, il participa, avec ses collègues sur le terrain, à la nomination de plusieurs commissions militaires destinées à juger les rebelles pris les armes à la main, dont celles établies à Antrain (le 1er frimaire an II-21 novembre 1793), à Angers (15 frimaire an II-5 décembre 1793), au Mans (24 frimaire an II-14 janvier 1794) et au moins la première commission de Noirmoutier (14 nivôse an II-3 janvier 1794).
Le Comité de salut public l'envoie par arrêté du 9 nivôse an II (29 décembre 1793) dans le Morbihan et en Loire-Inférieure pour y organiser le gouvernement révolutionnaire. Arrivée à Lorient le 19 nivôse an II (8 janvier 1794), il reste dans le Morbihan jusqu'au rappel de Jean-Baptiste Carrier. Mandé à Nantes par le Comité de salut public pour le remplacer, Prieur partage son temps entre les deux départements de ventôse en floréal an II (février-mai 1794), sauf une brève excursion avec l'armée qui le mène jusqu'à Montaigu le 4 ventôse an II (22 février 1794).
Jeanbon Saint-André devant partir avec la flotte, une lettre du Comité de salut public en date du 21 floréal an II (10 mai 1794) renvoie Prieur à Brest. Absent de Paris lors de la chute de Robespierre, il est remplacé au Comité de salut public le 13 thermidor (31 juillet) et rappelé par décret du 26 thermidor (13 août), parmi une trentaine d'envoyés suspectés d'avoir servi de relais à Robespierre en province. Toutefois, il ne quitte Brest qu'à l'arrivée de son successeur, Gilbert-Amable Faure-Conac, le 20 fructidor (6 septembre). Il est de retour à Paris au plus tard le 30 fructidor an II (16 septembre 1794).
Le 15 vendémiaire an III (6 octobre 1794), il est réélu au Comité de salut public, où ce montagnard, fidèle à ses idées, siège jusqu'au 15 pluviôse (3 février 1795). De même, il préside la Convention du 1er au 16 brumaire (22 octobre-6 novembre 1794).
En butte aux attaques des contre-révolutionnaires au printemps, il se joint à la foule pour réclamer du pain et la mise en liberté des patriotes arrêtés depuis thermidor lors de l'insurrection du 12 germinal an III, mais échappe à l'épuration, proposée par André Dumont. Lors de l'insurrection du 1er prairial, il est élu par les conventionnels de gauche restés en séance après l'invasion de l'assemblée par la foule au sein d'une commission extraordinaire de quatre membres avec Duquesnoy, Bourbotte et Jean-Michel Duroy. Selon le récit officiel, il aurait tenté de s'opposer à l'entrée de la troupe, en s'efforçant de rallier la foule chargée par les bataillons des sections du Mont-Blanc et de la Butte-des-Moulins,.
Décrété d'arrestation dans la nuit du 1er prairial, puis d'accusation le lendemain, sous prétexte de sa participation présumée à l'insurrection, il est cependant consigné à résidence surveillée par arrêté du Comité de sûreté générale du 2 prairial (21 mai). À la nouvelle de son jugement par une commission militaire, il réussit à fausser compagnie à ses gardiens et s'enfuit dans la nuit du 10 prairial (29 mai).
Le 25 prairial (13 juin), les Annales patriotiques colportent une rumeur (qui s'avère sans fondement) selon laquelle, « Prieur (de la Marne), échappé de sa maison d'arrêt, s'est rendu, sur les dix heures du soir, au Jardin des Plantes ; il essaya de se brûler la cervelle d'un coup de pistolet ; une femme, attirée au bruit du coup, le conduisit chez elle, où il se cacha ; cependant cette femme, effrayée des suites que pouvait avoir l'hospitalité qu'elle venait de donner au proscrit, l'a dénoncé au Comité civil de la section, qui l'a fait conduire au Comité de salut public ».
En fait, Prieur parvient à se cacher jusqu'à l'amnistie générale votée le 4 brumaire an IV (26 octobre 1795). Sorti de la clandestinité mais déclaré inéligible, suivant le décret qui y interdit le séjour des anciens conventionnels amnistiés du 21 floréal an IV (10 mai 1795), il se retire chez une parente à la campagne entre Château-Thierry et La Ferté-Milon. De retour dans la capitale après le coup d'État du 18 fructidor an V, il devient défenseur officieux.
Proposé le 30 germinal an VI (30 avril 1798) par l'assemblée-mère siégeant à l'Oratoire du Louvre le dernier jour de sa session pour siéger comme député au Conseil des Cinq-Cents, il n'obtient que 194 voix sur 395 votants, contre les 198 nécessaires. L'année suivante, il est membre du club du Manège, dont il est élu « vice-régulateur » le 18 thermidor an VII (5 août 1799).
Le 13 thermidor an VII (31 juillet 1799), il est nommé administrateur des hospices civils de Paris, fonction dont il est destitué d'après lui peu après Brumaire à cause de « ses principes ».
Retiré de la vie publique sous l'Empire, il adhère à l'Acte additionnel en 1815. Forcé de s'exiler par la loi du 18 janvier 1816 contre les régicides, Prieur de la Marne quitte Paris le 6 février, et se retire à Bruxelles, où il loge d'abord chez Joseph-Augustin Crassous de Médeuil, qu'il côtoie également au sein de la loge « Les Amis philanthropes », dont il est un membre actif à partir de 1817, de même que René Levasseur ou Pierre Joseph Cambon. Installé rue de Louvain, puis rue de Namur, il y exerce les fonctions d'avocat consultant. Quelques semaines après son installation rue de Namur, il meurt dans la pauvreté le 30 mai 1827,, à l'âge de 70 ans, sans avoir jamais renié ni trahi ses idées de révolutionnaire. Ses anciens collègues doivent se cotiser pour payer son enterrement.
Une rue à Reims et à Châlons-en-Champagne porte son nom ainsi qu'une salle au musée de la Révolution française à Vizille. Une loge maçonnique d' Epernay, du Grand Orient de France, s'appelle également Prieur de la Marne.

## Mandats
- 24 mars 1789 - 30 septembre 1791 : député du bailliage de Châlons-en-Champagne
- 3 septembre 1792 - 26 octobre 1795 : député de la Marne
- 10 juillet 1793 - 31 juillet 1794 et 6 octobre 1794 - 3 février 1795: membre du Comité de salut public

## Œuvres
- Mémoire pour les jurés, syndic, adjoints et maîtres de la communauté des boulangers de Chaalons-sur-Marne, intervenans dans la cause en délibéré, pendante... entre les sieur Deletrée, Bonvallet, Félix Galland, François Henriet, Jacq. Gaillard, Étienne Galland, Étienne Carré, Nicolas Galland, défendeurs, et M. le procureur-fiscal de l’échevinage, demandeur, Châlons, Imprimerie de Mercier, 1785, in-4°.
- Rapport sur l'établissement des sourds-muets, fait à l'Assemblée nationale au nom des comités de l'extinction de la mendicité, 1791, 10 p.
- Rapport des opérations administratives des citoyens Carra, Sillery et Prieur, commissaires de la Convention nationale à l'armée du Centre, par P.-L. Prieur..., Paris, Imprimerie nationale, s. d. (1792), 22 p.
- Opinion de P. L. Prieur, député du département de la Marne à la Convention nationale sur le jugement de Louis Capet, Paris, Imprimerie nationale, 1793, 15 p.
- Rapport fait a la Convention nationale par Lecointre de Versailles & Prieur de la Marne, représentans du peuple, près l'armée des côtes de Cherbourg, Imprimerie nationale, 1793, 84 p.
- Rapport... par les citoyens Prieur, de la Marne et Jean-Bon St-André, relativement à la mission dont ils avaient été chargés, par décret du 2 août, auprès des armées, Paris, Imprimerie nationale, s. d. (1793), 70 p.
- Compte rendu par Prieur (de la Marne), Lecointre, Prieur (de la Côte-d'Or) et Romme, de ce qu'ils ont reçu et de ce qu'ils ont dépensé pendant leur mission près de l'armée des côtes de Cherbourg pendant les mois de mai, juin, juillet de l'an II de la république, Imprimerie nationale, germinal an III, 6 p.
- Observations pour Arnoux Souffrein et compagnie, armateurs à la Guadeloupe, défendeurs, contre Richard S. Hallet, négociant de New-York, se disant propriétaire-armateur du navire américain « la Favorite », et autres prétendus intéressés, demandeurs Imprimerie C.-F. Patris, 1802, 41 p.
- Mémoire pour les sieurs Gilbert et Cie, intimés, contre Me Bousquet, avocat appelant d’une sentence arbitrale du 19 juin 1807 [Signé : Prieur (de la Marne), avocat], Paris, imprimerie C. F. Patris, s. d., 29 p.
- Notes et souvenirs inédits de Prieur de la Marne, avec une introduction et des notes de Gustave Laurent, Paris et Nancy, Berger-Levrault, 1912, 168 pages, extraits, présentation en ligne.